# Ulanda
Ulanda ist ein Verwaltungsbezirk (englisch Ward) des Distrikts Iringa in der tansanischen Region Iringa.

## Geografie
Ulanda liegt im südlichen Hochland von Tansania etwa 20 Kilometer Luftlinie westlich der Regionshauptstadt Iringa. Der größte Fluss ist der Ruaha. Der Bezirk grenzt im Norden an Nzihi, im Osten an Kiwere, Isakalilo und Kalenga, im Süden an Masaka und im Westen an Maboga und Kihanga. Bei der Volkszählung 2022 lebten 10.736 Menschen in 2889 Haushalten auf einer Fläche von 196 Quadratkilometern.

## Gliederung
Der Bezirk besteht aus sechs Gemeinden (swahili Mtaa) mit 34 Orten (Kitongoji):
| Mangalali - Lukwambe A - Lukwambe B - Mangalali A - Mangalali B - Itunda A - Itunda B - Kitoo A - Kitoo B - Kikongoma | Kibebe - Ikanumgunda - Itamba - Ikanuulime - Lupange - Nyambila - Kilolo - Lugung’unzi | Lupalama - Mjimwema - Mlaga - Mwangata - Lupalama-Kilimani | Ibangamoyo - Mwika - Mlandizi - Ibangamoyo - Katenge - Henge | Mwambao - Mwambao A - Mwambao B - Kilimahewa - Idete | Weru - Magangwe - Imwagamapesa - Ipangani - Mseke - Kilangali |

## Infrastruktur
- Bildung: Die Kalenga Secondary School ist eine staatliche weiterführende Schule, die Tages- und Internatsschüler bis zur 4. Stufe ausbildet.[8]
- Gesundheit: In den Gemeinden Mangalali,[9] Mwambao[10] und Weru[11] liegt je eine staatliche Apotheke.